# Tragostomoides pretiosus
Tragostomoides pretiosus là một loài bọ cánh cứng trong họ Cerambycidae.